# Брезанський потік
Брезанський потік (словац. Breziansky potok) — річка в Словаччині, права притока Нітри, протікає в окрузі Превідза.
Довжина приблизно 6.3 км. Витік знаходиться в масиві Ж'яр (частина Гореньово — схил гори Мачаций замок) на висоті близько 715 метрів. Протікає територією села Недожери-Брезани.
Впадає в Нітру на висоті приблизно 285-290 метрів.